# Opération Agatha

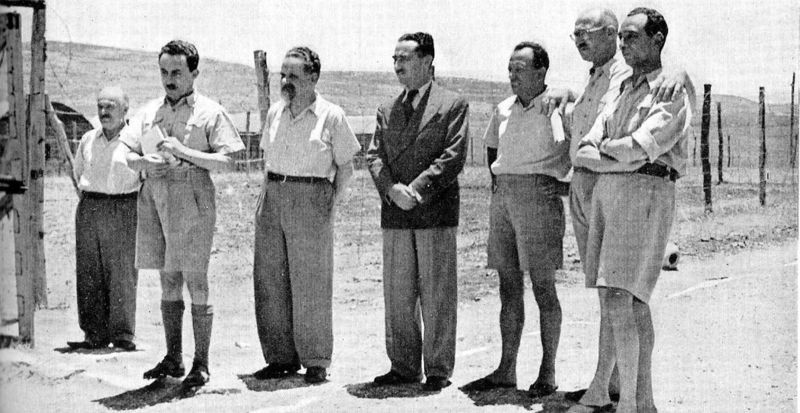
Les dirigeants sionistes à Latroun. De gauche à droite : David Remez, Moshe Sharett, Yitzhak Gruenbaum,, Shenkarsky,, et Isser Harel.

L’opération Agatha, également connue sous le nom de Black Sabbath (Shabbat Noire) ou de Black Saturday (Samedi Noir) est une opération lancée par les autorités britanniques le 29 juin 1946 en Palestine mandataire.
Les soldats et la police britanniques ont perquisitionné des armes et procédé à des arrestations à Jérusalem, Tel-Aviv et Haïfa. L'Agence juive a également été perquisitionnée dans plusieurs dizaines de colonies. Le nombre total des forces de sécurité britanniques impliquées dans l'opération serait de l'ordre de 10 000, 17 000 ou 25 000 hommes.
Environ 2 700 personnes ont été arrêtées, dont Moshe Sharett.
Les objectifs britanniques étaient de dissuader le Haganah, le Palmah, le Lehi et l'Irgoun d'entreprendre de nouvelles attaques contre les troupes et fonctionnaires britanniques et par conséquent d'empêcher la proclamation unilatérale d'un État juif.
Les opérations en Palestine mandataire étaient vastes. Les avions britanniques encerclaient Jérusalem et volaient à basse altitude. Des barrages routiers avaient été mis en place. La circulation ferroviaire avait été arrêtée et les passagers invités à rentrer chez eux. Un couvre-feu était également imposé.
À Yagur, les autorités ont saisi 300 fusils, 100 mortiers, 400 000 balles, 5 000 grenades et 78 pistolets. Ces armes ont été exposées dans une conférence, et les sionistes de Yagur ont été arrêtés.
Les groupes extrémistes juifs Lehi et Irgoun ont intensifié leurs attaques pour venger l'opération, et l'attentat de l'hôtel King David, siège du gouvernement britannique en Palestine mandataire leur ont été attribué.